# مزرعة (كتول)
مزرعة (بالفارسية: مزرعه) هي قرية تقع في إيران في قسم کتول الریفي. يقدر عدد سكانها بـ 3,957 نسمة .